# Le Chalard
Le Chalard est une commune française située dans le département de la Haute-Vienne, en région Nouvelle-Aquitaine.
Ses habitants s'appellent les Peyrouliers, nom du métier qui consistait à former des ébauches en cuivre à la forge du village, ces formes étaient ensuite destinées à devenir divers ustensiles dont des casseroles.

## Géographie

### Généralités

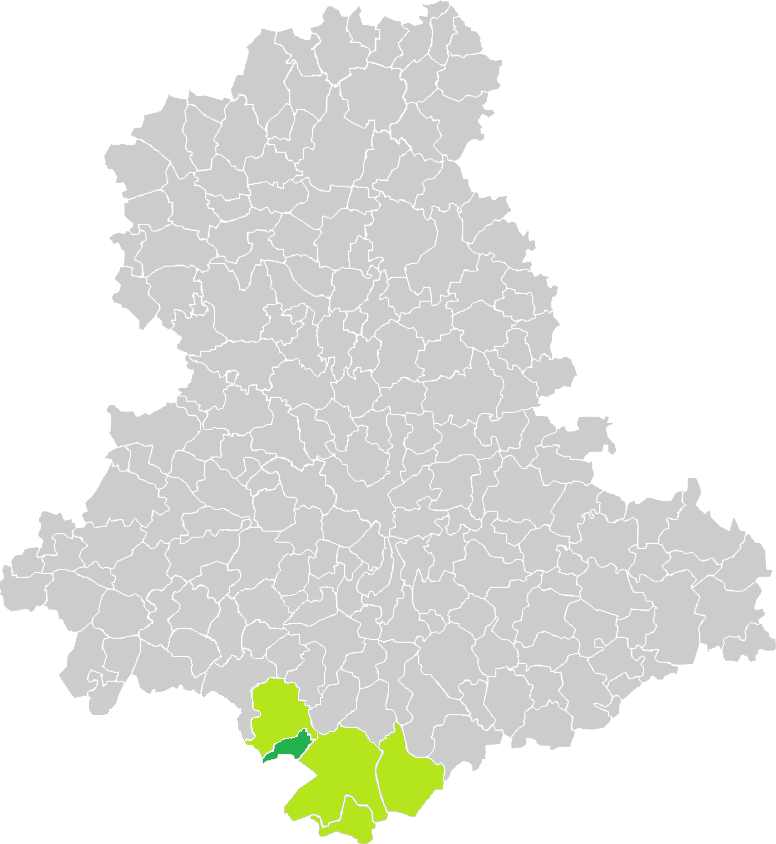
Situation de la commune du Chalard en Haute-Vienne.

À l'extrême sud du département de la Haute-Vienne, la commune du Chalard est limitée par l'Isle, principal affluent de la Dordogne, qui la sépare à l'est de Saint-Yrieix-la-Perche et au sud de Jumilhac-le-Grand, dans le département de la Dordogne. La commune est également arrosée à l'est par un petit affluent de l'Isle, le ruisseau Noir (ou ruisseau du Moulin de Busseix).
L'altitude minimale, 237 mètres, se trouve au sud-ouest, là où l'Isle quitte la commune pour entrer sur celle de Jumilhac-le-Grand. L'altitude maximale avec 369 mètres est localisée au nord, en forêt du Chalard, à quelques dizaines de mètres du territoire communal de Ladignac-le-Long.
Le village du Chalard s'est développé sur un éperon rocheux au-dessus des gorges de l'Isle. À l'intersection des routes départementales 59a2 et 901, il se situe, en distances orthodromiques, sept kilomètres au nord-ouest de Saint-Yrieix-la-Perche et seize kilomètres au sud-sud-ouest de Nexon.

### Communes limitrophes
Le Chalard est limitrophe de trois autres communes, dont une dans le département de la Dordogne.

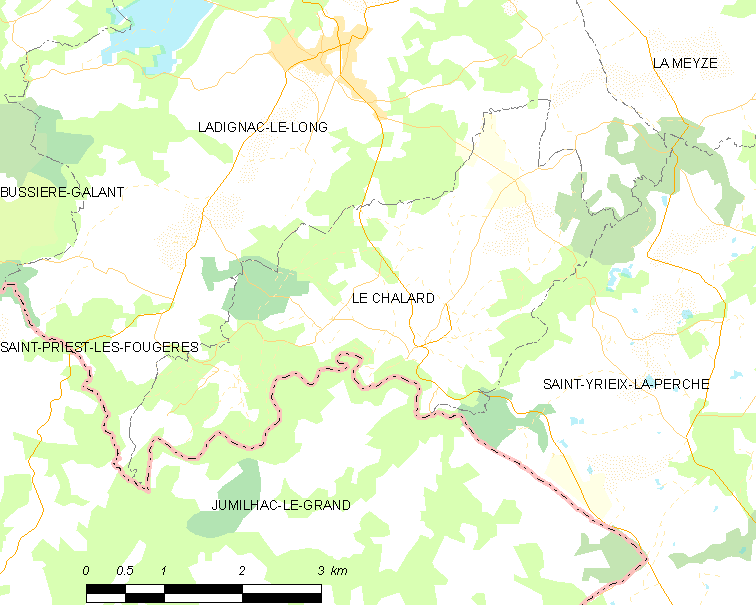
Carte du Chalard et des communes avoisinantes.

| Ladignac-le-Long |                              |                        |
|                  | du Chalard                   | Saint-Yrieix-la-Perche |
|                  | Jumilhac-le-Grand (Dordogne) |                        |

### Environnement
En bordure nord du parc naturel régional Périgord-Limousin, la commune présente sur 240 hectares une zone naturelle d'intérêt écologique, faunistique et floristique (ZNIEFF) de type II, la « vallée de l'Isle au Chalard ».
Dans une vallée resserrée et boisée s'épanouissent des plantes rares dans la région : la Jacinthe des bois (Hyancinthoides non-scripta), la Balsamine des bois (Impatiens noli-tangere) et la Scille printanière (Scilla verna).
Au niveau de la faune, la qualité du site autorise la présence de deux espèces, un insecte, le Galéruque à 4 taches (Phyllobrotica quadrimaculata), peu fréquent sur le territoire français du fait de la raréfaction des zones humides et un oiseau, le Cincle plongeur (Cinclus cinclus), dont la technique de pêche, immergé dans les cours d'eau, est unique.
À la frontière avec la commune de Jumilhac-le-Grand se trouve l'ancienne mine aurifère du Bourneix, exploitée jusqu'en 2002 par Areva, aujourd'hui sous surveillance environnementale pour le traitement de eaux. Cette ancienne mine inquiète les associations environnementales locales qui redoutent des pollutions diffuses des eaux de l'Isle par des métaux lourds (résidus de l'exploitation de la mine).

### Climat
Pour des articles plus généraux, voir Climat de la Nouvelle-Aquitaine et Climat de la Haute-Vienne.
Historiquement, la commune est exposée à un climat océanique limousin.
En 2020, Météo-France publie une typologie des climats de la France métropolitaine dans laquelle la commune est exposée à un climat océanique altéré et est dans la région climatique Ouest et nord-ouest du Massif Central, caractérisée par une pluviométrie annuelle de 900 à 1 500 mm, maximale en automne et en hiver.
Pour la période 1971-2000, la température annuelle moyenne est de 11,4 °C, avec une amplitude thermique annuelle de 14,9 °C. Le cumul annuel moyen de précipitations est de 1 088 mm, avec 13,4 jours de précipitations en janvier et 7,8 jours en juillet. Pour la période 1991-2020, la température moyenne annuelle observée sur la station météorologique la plus proche, située sur la commune de Saint-Yrieix-la-Perche à 6,89 km à vol d'oiseau, est de 11,7 °C et le cumul annuel moyen de précipitations est de 1 130,3 mm,. Pour l'avenir, les paramètres climatiques de la commune estimés pour 2050 selon différents scénarios d’émission de gaz à effet de serre sont consultables sur un site dédié publié par Météo-France en novembre 2022.

## Urbanisme

### Typologie
Au 1er janvier 2024, Le Chalard est catégorisée commune rurale à habitat dispersé, selon la nouvelle grille communale de densité à sept niveaux définie par l'Insee en 2022.
Elle est située hors unité urbaine. Par ailleurs la commune fait partie de l'aire d'attraction de Saint-Yrieix-la-Perche, dont elle est une commune de la couronne,. Cette aire, qui regroupe 11 communes, est catégorisée dans les aires de moins de 50 000 habitants,.

### Occupation des sols
L'occupation des sols de la commune, telle qu'elle ressort de la base de données européenne d’occupation biophysique des sols Corine Land Cover (CLC), est marquée par l'importance des territoires agricoles (57,3 % en 2018), une proportion sensiblement équivalente à celle de 1990 (57,2 %). La répartition détaillée en 2018 est la suivante :
forêts (42,4 %), prairies (28,1 %), zones agricoles hétérogènes (26,1 %), terres arables (3,1 %), milieux à végétation arbustive et/ou herbacée (0,3 %). L'évolution de l’occupation des sols de la commune et de ses infrastructures peut être observée sur les différentes représentations cartographiques du territoire : la carte de Cassini (XVIIIe siècle), la carte d'état-major (1820-1866) et les cartes ou photos aériennes de l'IGN pour la période actuelle (1950 à aujourd'hui).

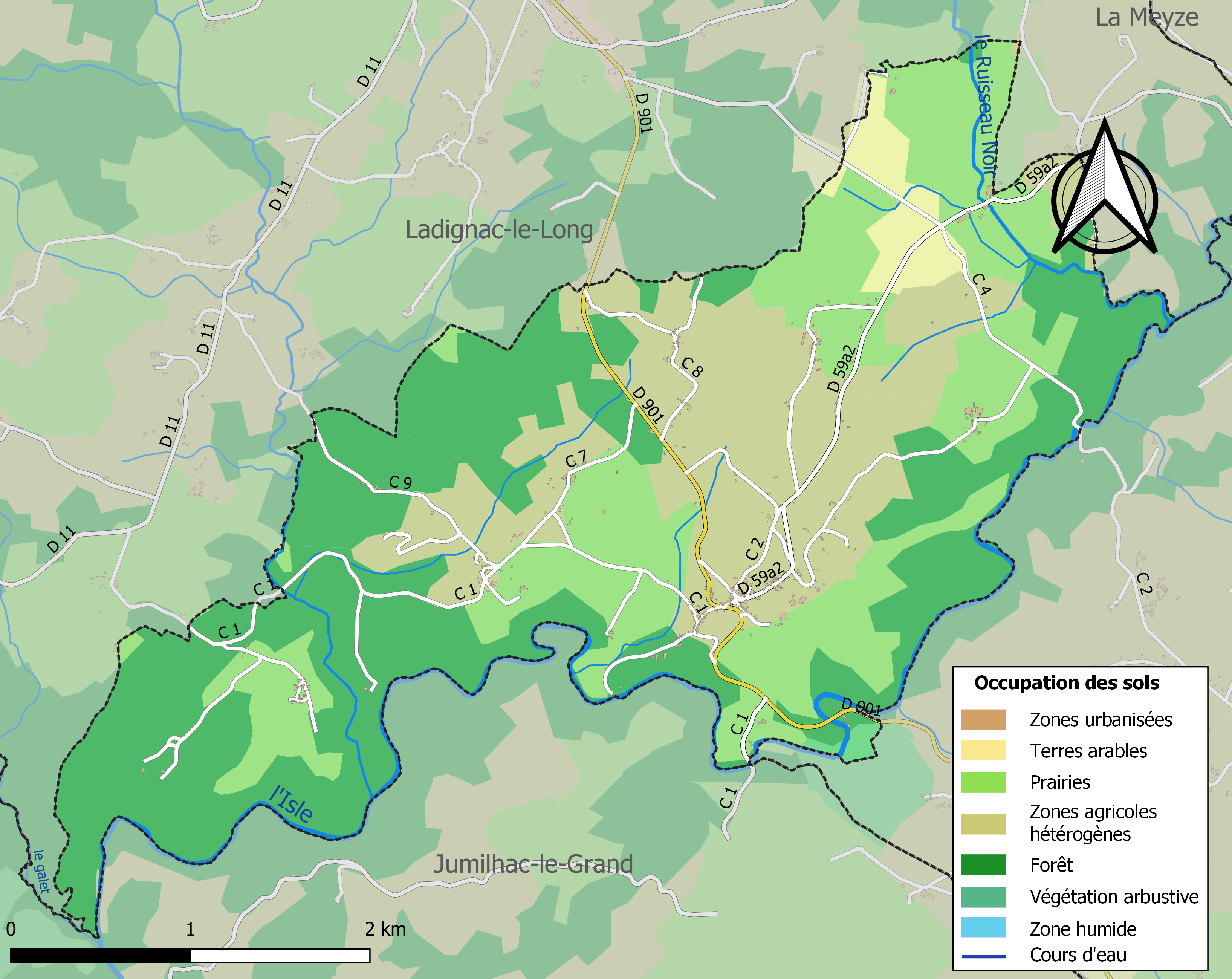
Carte des infrastructures et de l'occupation des sols de la commune en 2018 (CLC).

### Risques majeurs
Le territoire de la commune du Chalard est vulnérable à différents aléas naturels : météorologiques (tempête, orage, neige, grand froid, canicule ou sécheresse) et séisme (sismicité faible). Il est également exposé à un risque particulier : le risque de radon. Un site publié par le BRGM permet d'évaluer simplement et rapidement les risques d'un bien localisé soit par son adresse soit par le numéro de sa parcelle.

#### Risques naturels

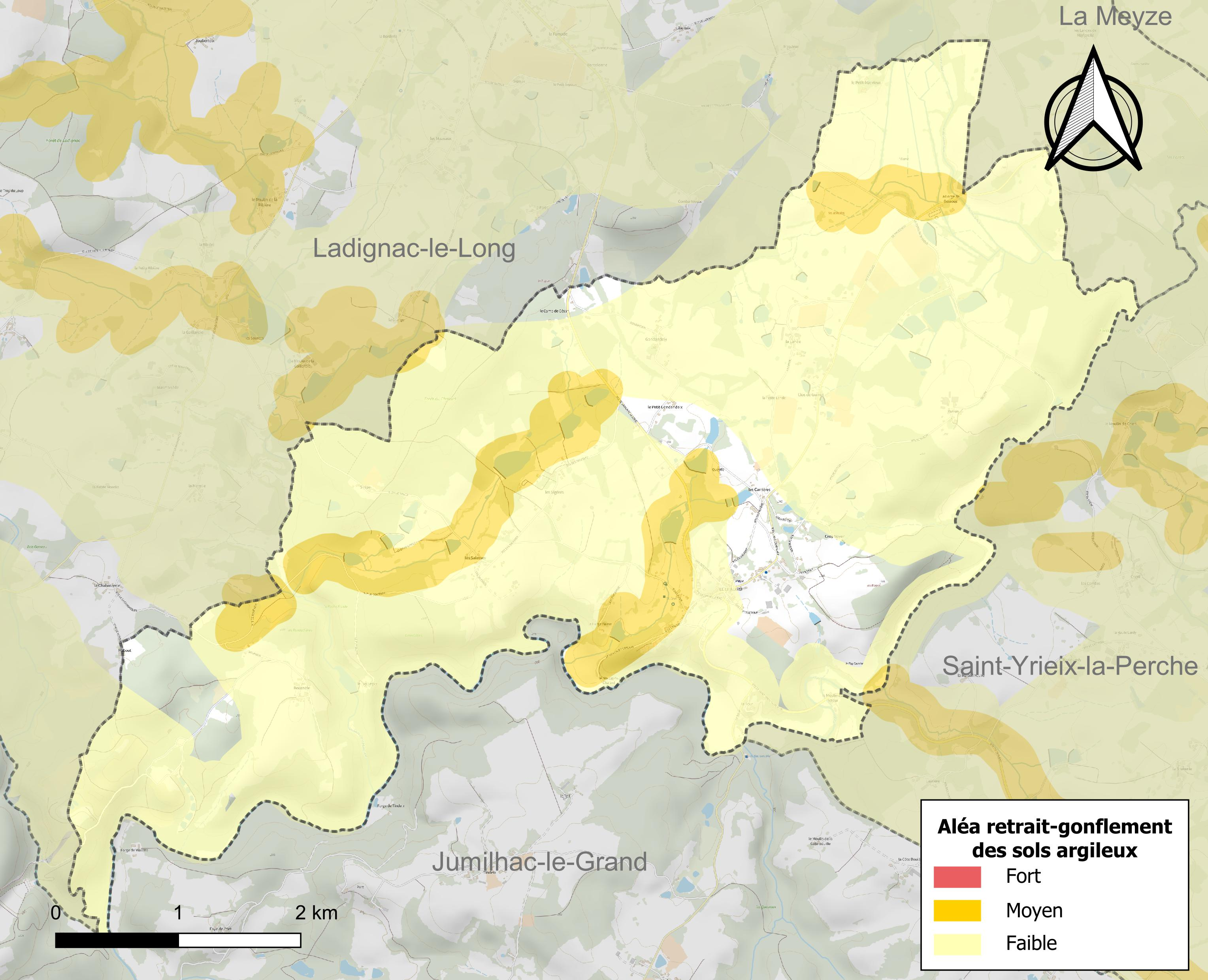
Carte des zones d'aléa retrait-gonflement des sols argileux du Chalard.

Le retrait-gonflement des sols argileux est susceptible d'engendrer des dommages importants aux bâtiments en cas d’alternance de périodes de sécheresse et de pluie. 12,8 % de la superficie communale est en aléa moyen ou fort (27 % au niveau départemental et 48,5 % au niveau national métropolitain). Depuis le 1er octobre 2020, en application de la loi ÉLAN, différentes contraintes s'imposent aux vendeurs, maîtres d'ouvrages ou constructeurs de biens situés dans une zone classée en aléa moyen ou fort,.
La commune a été reconnue en état de catastrophe naturelle au titre des dommages causés par les inondations et coulées de boue survenues en 1982, 1993 et 1999 et par des mouvements de terrain en 1999.

#### Risque particulier
Dans plusieurs parties du territoire national, le radon, accumulé dans certains logements ou autres locaux, peut constituer une source significative d’exposition de la population aux rayonnements ionisants. Selon la classification de 2018, la commune du Chalard est classée en zone 3, à savoir zone à potentiel radon significatif.

## Toponymie
En occitan, la commune porte le nom de Lu Chaslar.

## Histoire
Au Ve siècle av. J.-C., les Gaulois commencèrent à exploiter plusieurs mines d'or au Chalard. On peut encore aujourd'hui observer des creux et les haldes dans certaines forêts de la commune. La société des mines du Bourneix exploita de 1982 à 2002 une des dernières mines d'or de France, sur le site d'une de ces mines antiques,.
Une tradition veut que Roger, vicomte de Limoges, ait fondé en 801 un premier monastère en ce lieu et que celui-ci ait été détruit par les Vikings lors de leur incursion en Limousin, en 846. Vers l’an mil, ses descendants dressent sur cet épaulement naturel une tour appelée en langue romane « castellare » qui se transforma en Chalard.
En 1088, un prêtre avec ses deux compagnons vint s’installer sur les ruines de l’ancien monastère. Du nom de Geoffroy, il serait né près du village de Noth, à l'est de La Souterraine. Il fit des études assez poussées à Tours, et vint ensuite enseigner à Limoges. Sur les conseils d'un riche marchand chez qui il logeait, Pierre Brun, il se fit ordonner prêtre à Périgueux vers 1087. Lors de son voyage d'ordination, il avait remarqué la forêt de Courbefy qu'il traversait ; c’est à son retour qu’il prit la décision d'y vivre en ermite. En 1100, Geoffroy construisit une petite église dédiée à la Vierge grâce aux subsides d’un archidiacre de Limoges, Pierre Bruchard. C’est l’évêque de Périgueux, Renaud de Thiviers, qui consacra l’édifice. Le prélat conseilla à l’ermite de créer une communauté de chanoines obéissant à la règle de saint Augustin et le vicomte de Limoges et sa mère lui firent cadeau du site. Geoffroy mourut en 1125 et fut inhumé dans l’abbatiale près de son ancien oratoire ; quelques années plus tard, son grand ami, Gouffier de Lastours, héros de la première croisade, fut enterré dans une tombe aux armes des Lastours, dans l'église, contre son tombeau. Le Gouffier de Lastours enterré avec son épouse, Agnès d'Aubusson dans la salle capitulaire est celui qui vivait environ cent ans plus tard.
Le prieuré subit des ravages lors de la guerre de Cent Ans. En 1419, un certain Beauchamp à la tête d'une bande armée se retranche dans le prieuré. Une armée menée par les seigneurs du voisinage les en déloge le 14 avril 1421 ; mais le prieuré est en piteux état, la nef de l’abbatiale ayant été totalement détruite. À la fin du XVIIe siècle, les derniers chanoines quittent l’abbaye qui est vendue comme bien national à la Révolution.
Peu après la construction de l'abbaye du Chalard, a été édifié le château de La Tour (XIIe siècle), situé aux bord de l'Isle, pour défendre l'abbaye des incursions des Aquitains puis des Anglais dans la vicomté de Limoges.
À la Révolution française, la paroisse devient une commune mais fusionne presque aussitôt avec celle de Ladignac-le-Long. Ce n'est qu'en 1867 que Le Chalard redevient une commune indépendante.

### Passé ferroviaire du village
De 1905 à 1954, le village a été desservi par la Ligne de Bussière-Galant à Saint-Yrieix, qui, venant de la gare de Ladignac se dirigeait ensuite vers la gare de Saint-Yrieix. La ligne passait à l'ouest de la commune.
À une époque où le chemin de fer était le moyen de déplacement le plus pratique, cette ligne connaissait un important trafic de passagers et de marchandises. À partir de 1950, avec l'amélioration des routes et le développement du transport automobile, le trafic ferroviaire a périclité et la ligne a été fermée en 1954. Les rails ont été retirés. L'ancienne gare et quelques tronçons de l'ancienne ligne subsistent encore au début du XXIe siècle, utilisés comme sentiers de randonnée ou chemins d'exploitation agricole.

## Politique et administration

### Liste des maires
| Période                                  | Période    | Identité            | Étiquette | Qualité |
| ---------------------------------------- | ---------- | ------------------- | --------- | ------- |
| Les données manquantes sont à compléter. |            |                     |           |         |
|                                          |            |                     |           |         |
| 1936                                     | 1945       | Jacques Boutard     | SFIO      | Médecin |
| mars 1995                                | mars 2001  | Philippe Chabassier | UMP       |         |
| mars 2001                                | avril 2010 | Marcel Bonnaud      |           |         |
| juin 2010                                | mars 2014  | Bruno Deluret       |           |         |
| mars 2014                                | mai 2020   | Michel Andrieux     | UDI       |         |
| mai 2020                                 | En cours   | Annick Huchet       |           |         |

## Démographie
L'évolution du nombre d'habitants est connue à travers les recensements de la population effectués dans la commune depuis 1793. Pour les communes de moins de 10 000 habitants, une enquête de recensement portant sur toute la population est réalisée tous les cinq ans, les populations de référence des années intermédiaires étant quant à elles estimées par interpolation ou extrapolation. Pour la commune, le premier recensement exhaustif entrant dans le cadre du nouveau dispositif a été réalisé en 2004.

En 2022, la commune comptait 302 habitants, en évolution de −5,92 % par rapport à 2016 (Haute-Vienne : −0,68 %, France hors Mayotte : +2,11 %).
| 1793 | 1872 | 1876 | 1881 | 1886 | 1891 | 1896 | 1901 | 1906 |
| ---- | ---- | ---- | ---- | ---- | ---- | ---- | ---- | ---- |
| 454  | 482  | 527  | 517  | 570  | 614  | 611  | 606  | 637  |

| 1911 | 1921 | 1926 | 1931 | 1936 | 1946 | 1954 | 1962 | 1968 |
| ---- | ---- | ---- | ---- | ---- | ---- | ---- | ---- | ---- |
| 634  | 527  | 511  | 506  | 436  | 400  | 356  | 353  | 320  |

| 1975 | 1982 | 1990 | 1999 | 2004 | 2006 | 2009 | 2014 | 2019 |
| ---- | ---- | ---- | ---- | ---- | ---- | ---- | ---- | ---- |
| 283  | 225  | 234  | 246  | 276  | 284  | 302  | 316  | 310  |

| 2022 | - | - | - | - | - | - | - | - |
| ---- | - | - | - | - | - | - | - | - |
| 302  | - | - | - | - | - | - | - | - |

### Remarque
Depuis la fin du XVIIIe siècle jusqu'en l'an 1867, la commune avait fusionné avec celle de Ladignac-le-Long.

## Économie

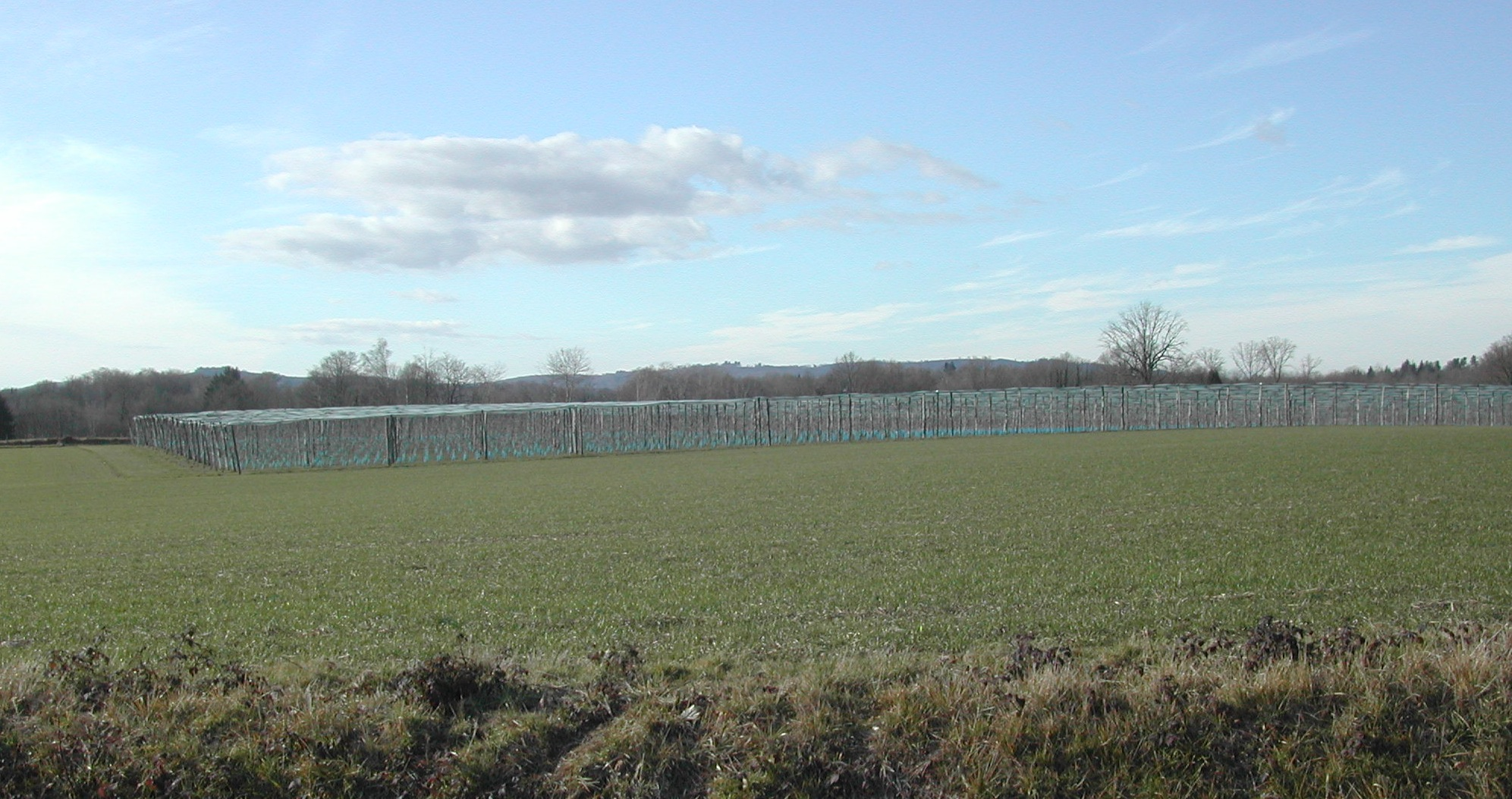
Pommeraies au Chalard.

De 1982 à 2002, l'or fut exploité dans les mines du Bourneix. L'économie actuelle du village est surtout tournée vers l'agriculture : l'élevage de bovins ; il existe plusieurs dizaines d'hectares de pommeraies, la commune faisant partie de la zone d'AOC et d'AOP « Pomme du Limousin ».

## Culture locale et patrimoine

### Lieux et monuments
- L'église de l'Assomption, XIIe siècle : de l'église originelle ne subsistent que le transept et le chœur, la nef ayant été détruite au cours de la guerre de Cent Ans. D'architecture romane, elle conserve quelques chapiteaux sculptés ; l'église abrite le tombeau de saint Geoffroy recouvert par un buffet en bois de style gothique. Elle est classée monument historique depuis 1910[36].
- Les vestiges du prieuré Notre-Dame, XIe siècle : propriété privée, le prieuré est accessible lors des journées européennes du patrimoine et aussi lors du festival de musique et de théâtre musical, le festival 1001 notes fin juillet et début août. La salle capitulaire en est la plus belle partie, elle renferme plusieurs tombes dont celle de Gouffier de Lastours. Il est inscrit au titre des monuments historiques depuis 1997[37].
- Le cimetière des moines[38] : au pied du chevet de l'abbatiale, se pressent des pierres tombales romanes et gothiques qui recouvraient les tombes des moines.
- La maison des Anglais, XIIIe siècle : seule demeure ancienne du village n'ayant subi aucune transformation majeure, elle a conservé de magnifiques baies gothiques. Sa façade est inscrite depuis 1987[39].
- Le pont médiéval de la Tour, XIVe siècle : au pied de l'éperon rocheux sur lequel s'élève l'abbaye, un pont médiéval enjambe l'Isle à proximité des ruines du château de La Tour. Partagé avec les communes de Jumilhac-le-Grand en Dordogne et Saint-Yrieix-la-Perche en Haute-Vienne, il est classé depuis 1984[40].
- La forge de Bessous : sa porcherie date de 1850 et est classée par arrêté du 24 août 2004[41].

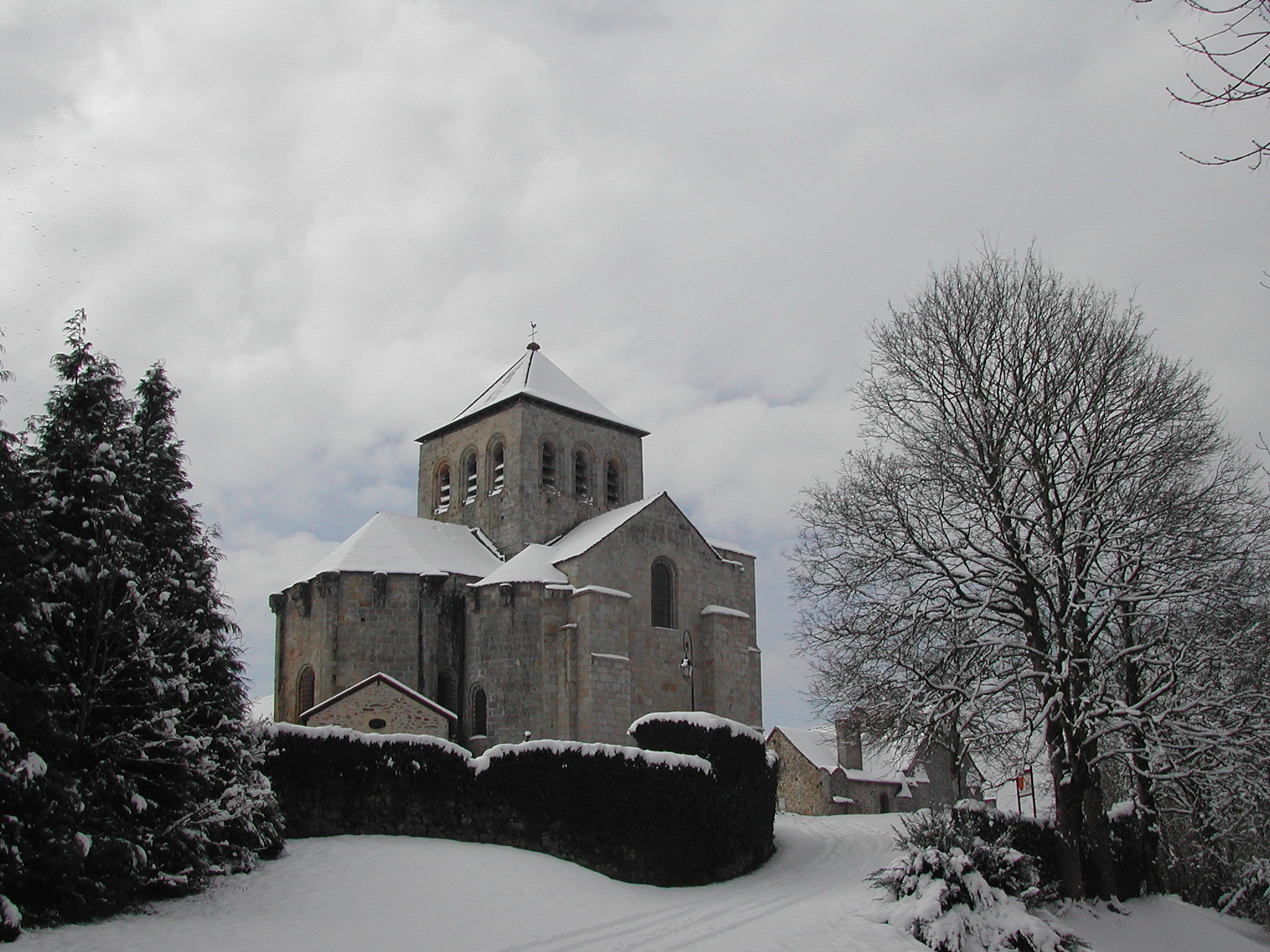
L'église de l'Assomption sous la neige.
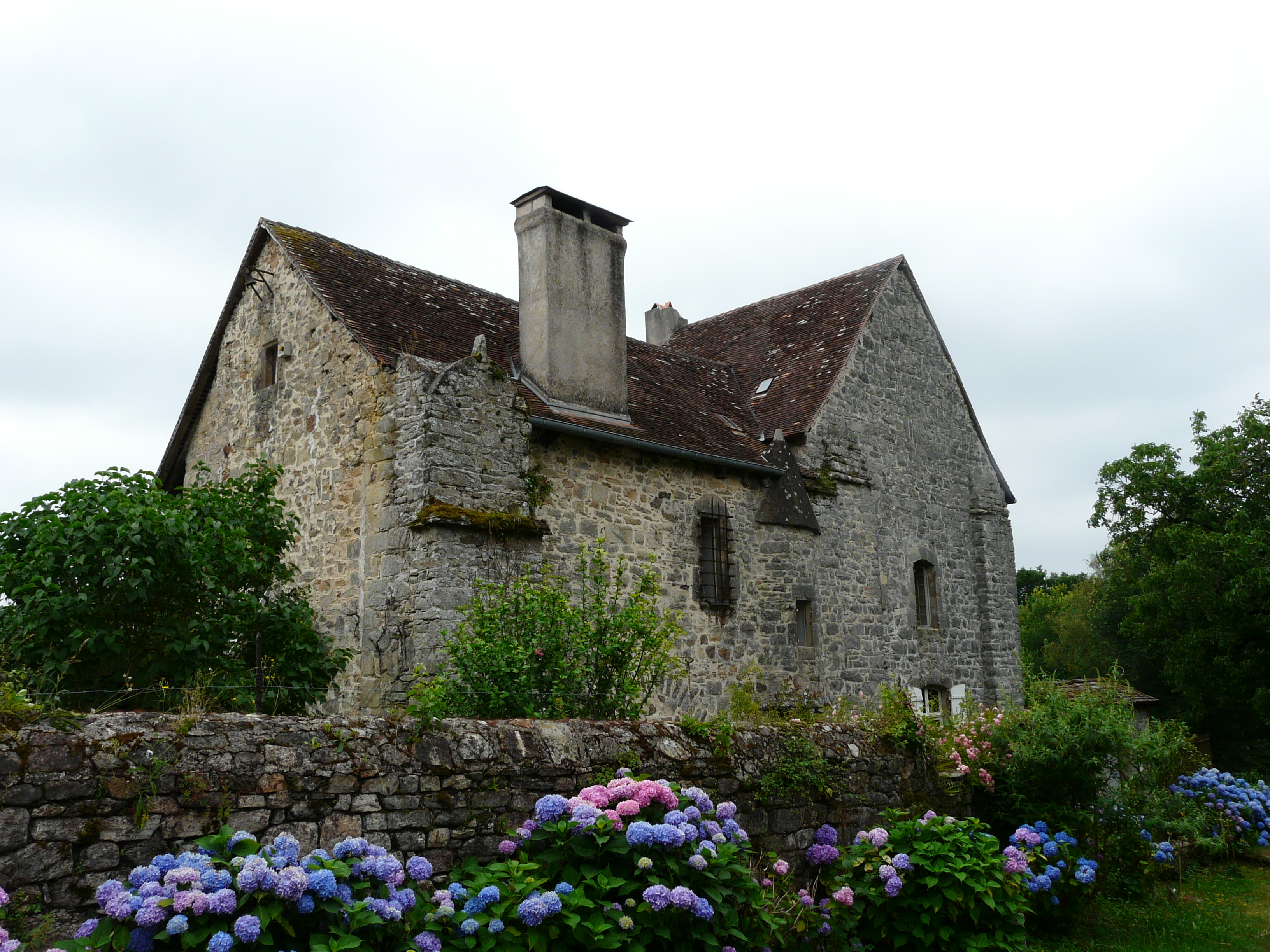
L'ancien prieuré Notre-Dame.
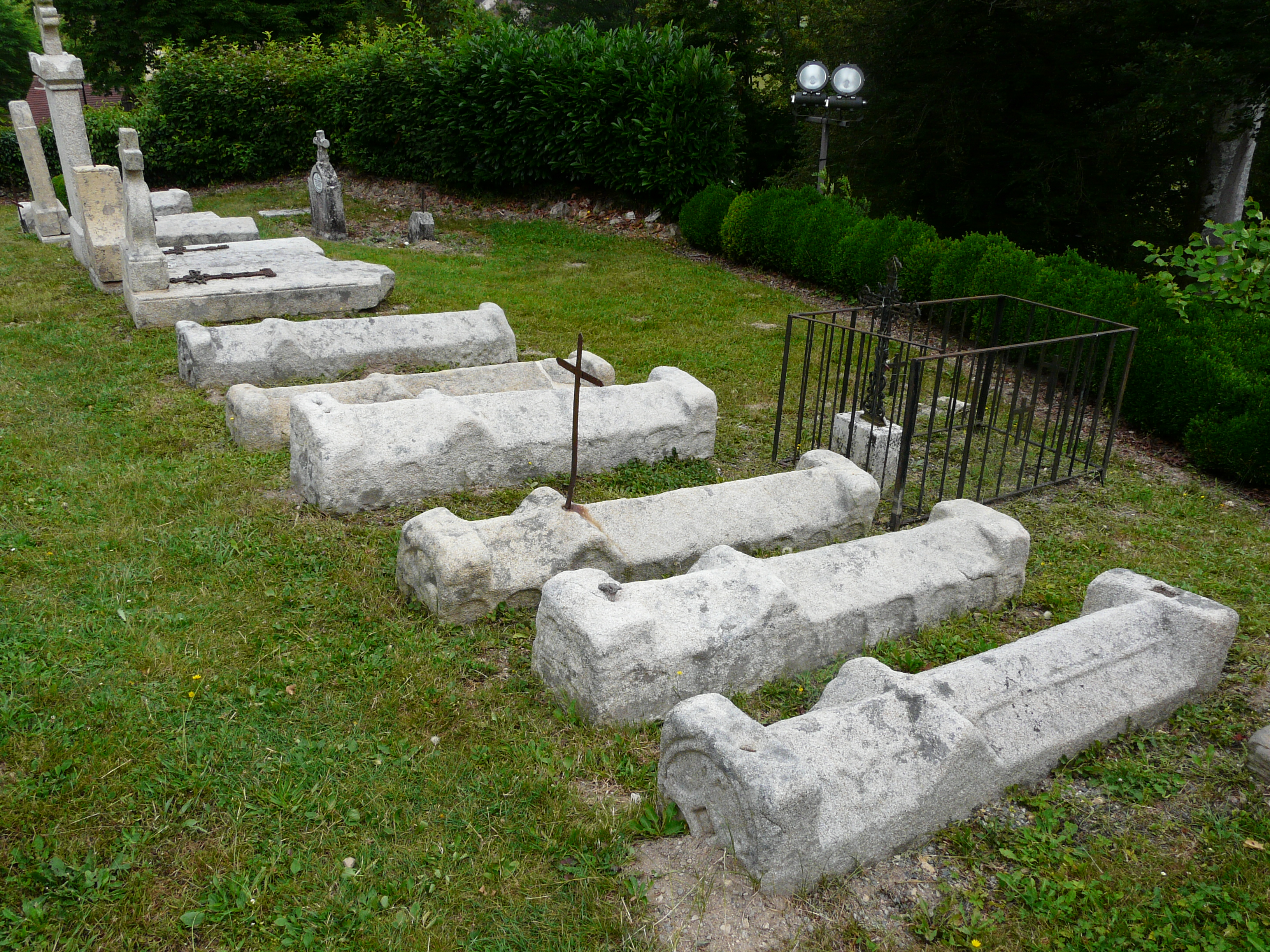
Le cimetière des moines.
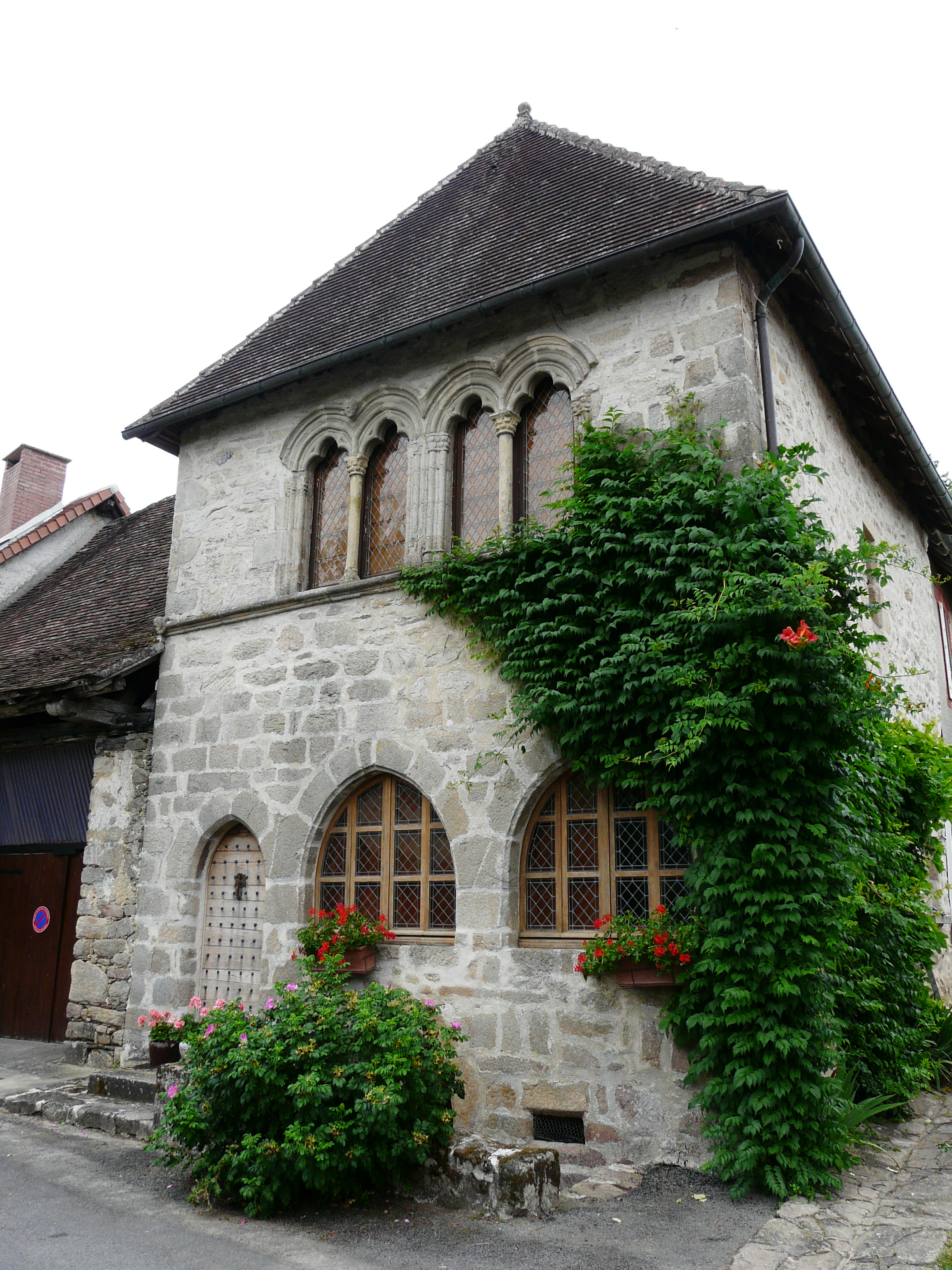
La maison des Anglais.
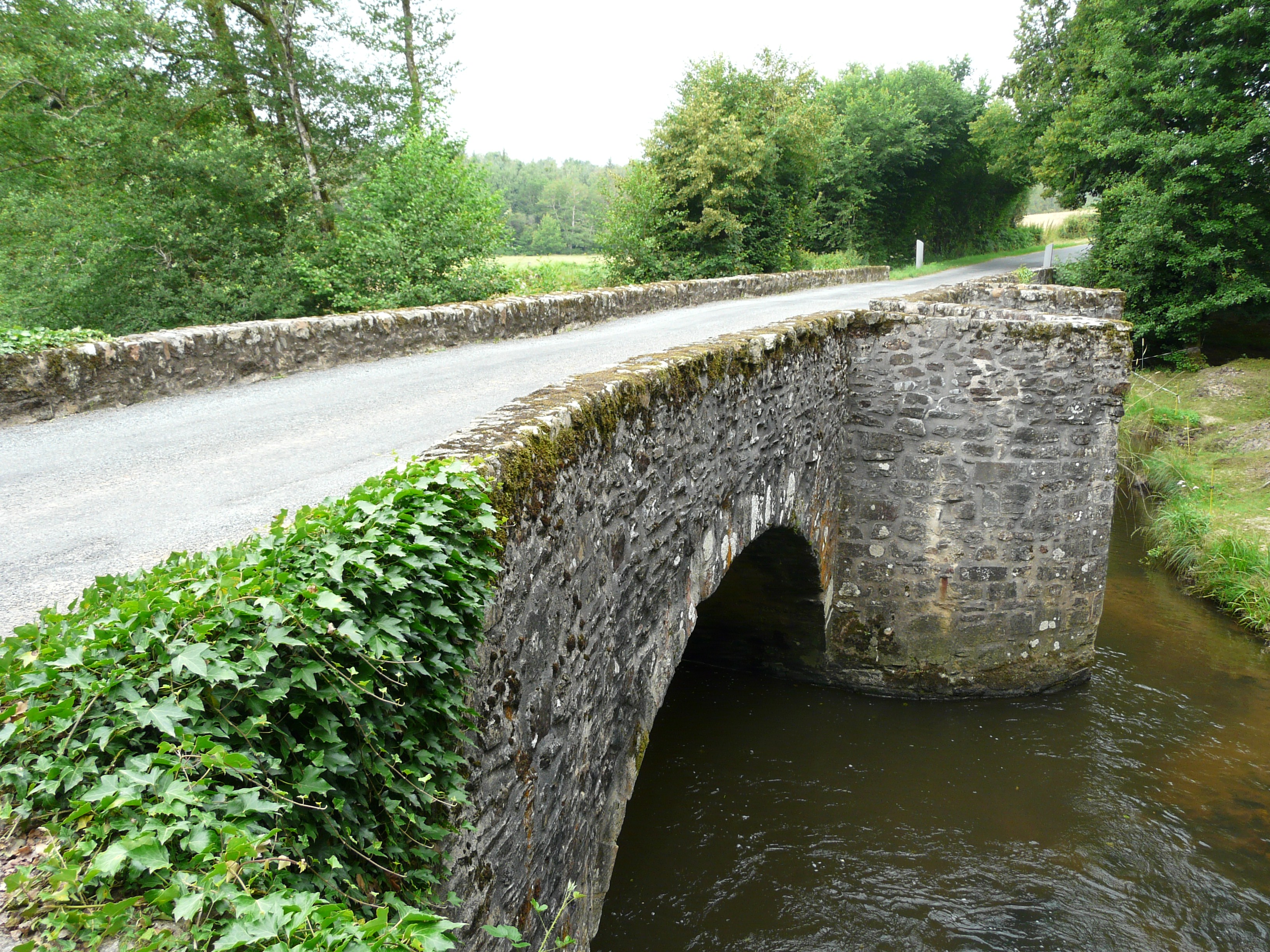
Le pont de la Tour.
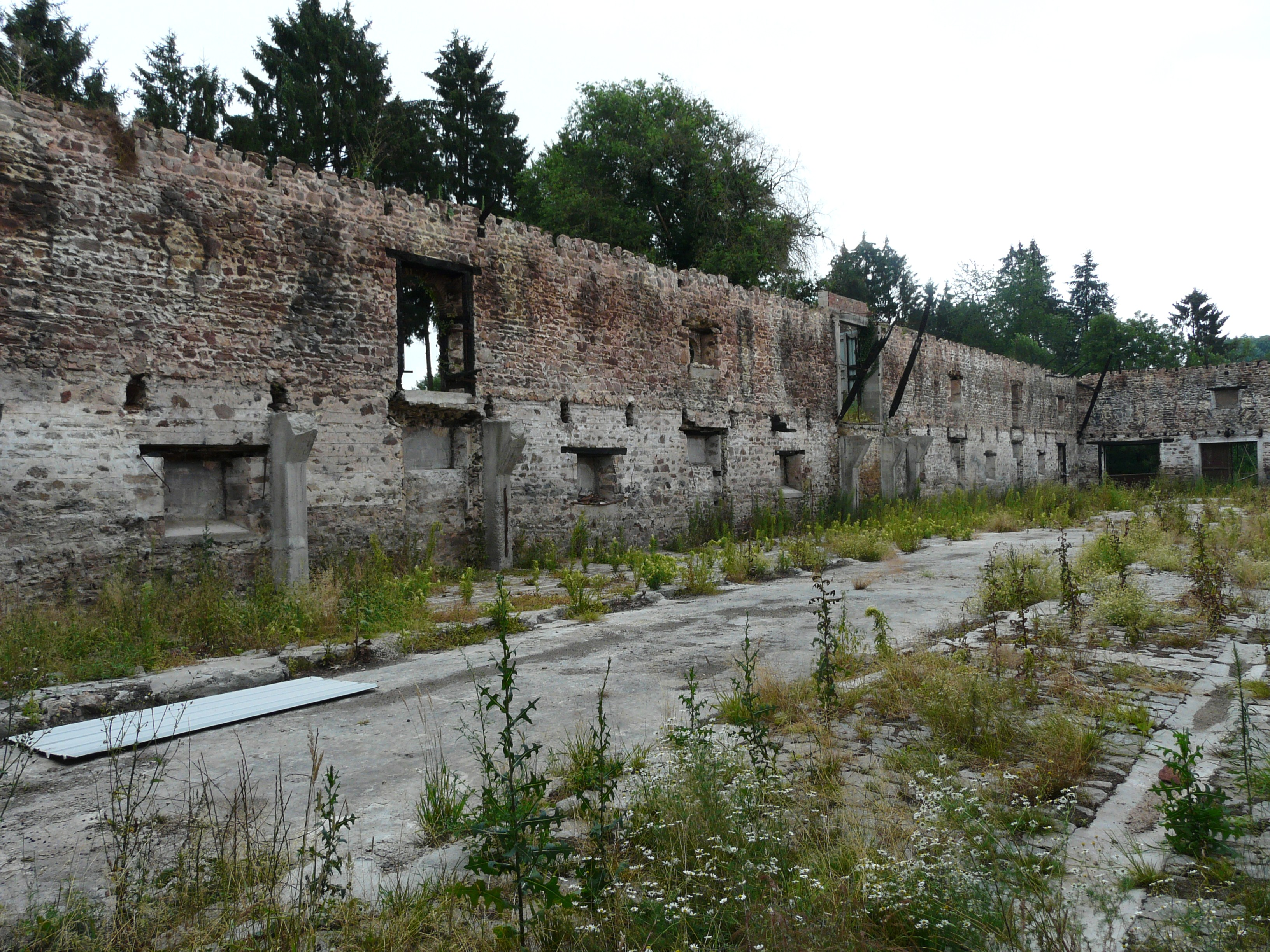
L'intérieur en ruines de l'ancienne forge de Bessous.

### Personnalités liées à la commune
- Jean-Baptiste Tenant de Latour (1779-1862), bibliographe.
- Philippe Tenant de la Tour, résistant, ancien de la brigade RAC.
- Jacques Boutard (1906-1982), homme politique français, maire de la commune de 1936 à 1945.
- Marcel Bonnaud, maire du Chalard de 2001 à 2010.

### Héraldique
|  | Les armoiries de Le Chalard se blasonnent ainsi : De gueules à l'église romane fortifiée d'argent, essorée d'or, posée dans un ancien cimetière aussi d’argent, au franc-canton cousu d'azur semé de fleurs de lys aussi d'or chargé de trois tours d'argent brochant sur le tout. |

## Vie locale

### Enseignement
Le Chalard possédait une école, qui n'est plus utilisée à ce jour. Le village est relié à l'école de Ladignac-le-Long.

### Équipements ou services
La commune possède une salle des fêtes, nommée du nom d'un maire. Elle est régie par le comité des fêtes du Chalard qui organise différentes manifestations tout au long de l'année.

## Pour approfondir